# Liga Uruguaya de Básquetbol
La Liga Uruguaya de Básquetbol es el torneo más importante de la Federación Uruguaya de Basketball. Fue fundada en el año 2003 con la intención de unir a los equipos más importantes de todo el país en una sola competición. Hasta ese entonces los clubes de la capital participaban del Campeonato Federal uruguayo, el de mayor importancia, mientras que los del resto del país disputaban torneos regionales.
En su primer torneo tuvo un final dramático y muy polémico con un doble en el último segundo que le dio el título a Defensor Sporting frente a Paysandú, repitiendo en la temporada 2009-10. También fueron campeones Salto Uruguay en 2004; Trouville en 2005-06; Malvín en 2006-07; 2010-11, 2013-14, 2014-15 y 2017-18 (siendo así el equipo más veces ganador de este torneo); Biguá en 2007-08, 2008-09, 2020-21 y 2021-22; Aguada 2012-13, 2018-19, 2019-20 y 2023-24; Hebraica Macabi en 2011-12, 2015-16, 2016-17 y 2022-23; Nacional en 2024-25.
Solo hay dos equipos que participaron en todas sus ediciones, ellos son: Defensor Sporting y Trouville. A nivel de partipacion, los intentos de unificar el básquetbol uruguayo no fueron muy fructíferos, y la gran mayoría de los clubes son de la capital.

## Sistema de disputa

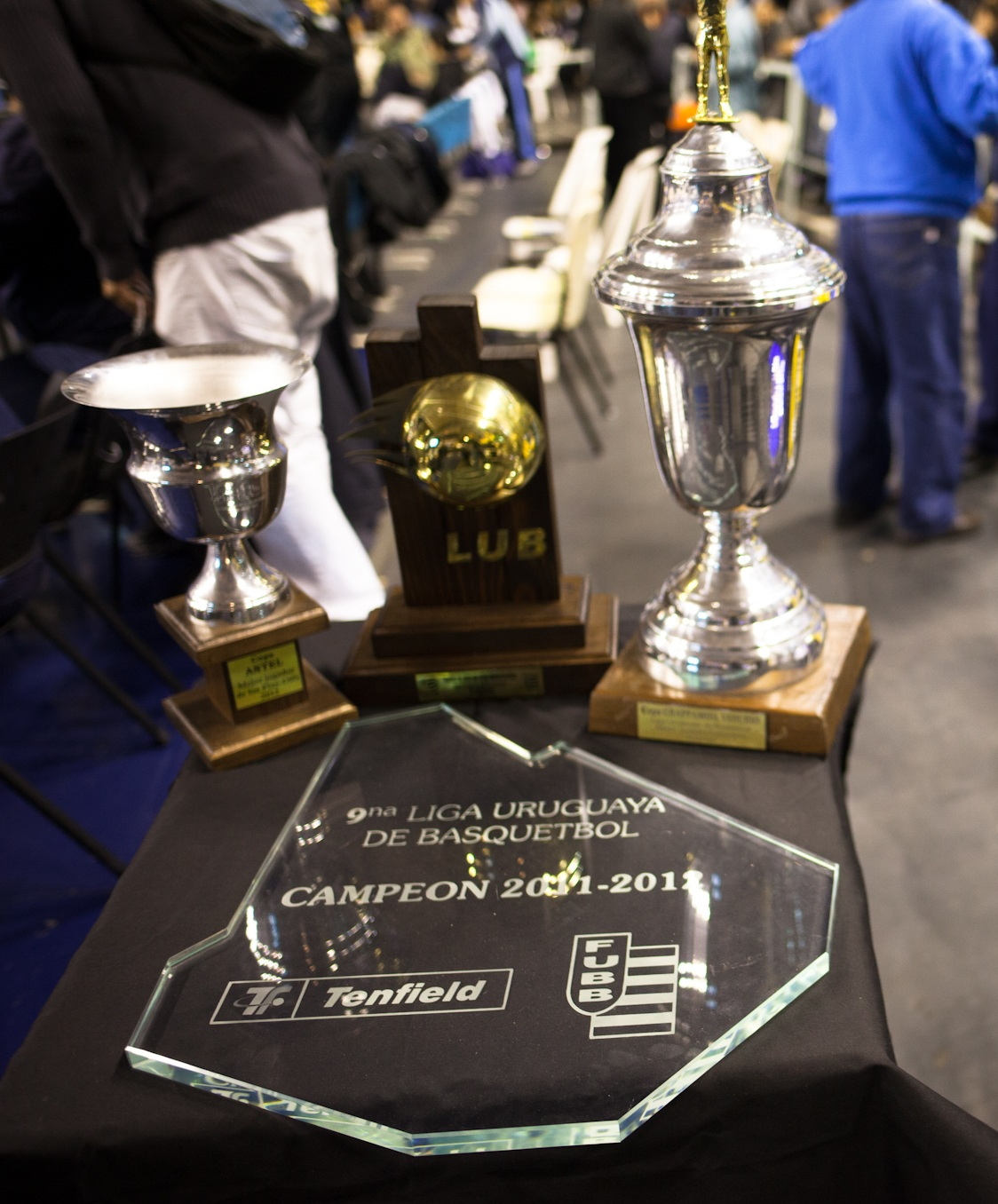
Trofeos de la Liga Uruguaya de Básquetbol.

La Liga Uruguaya ha pasado por múltiples formatos, buscando el más adecuado para que los clubes queden conformes. Últimamente, el más usado fue el siguiente: los primeros ocho clasifican a una Super Liga y los restantes a un Reclasificatorio/Liguilla por la permanencia, donde se jugarían los puestos por el descenso y la posibilidad de jugar playoffs. Este formato con constantes variantes en los puestos de descenso, la cantidad de equipos, fue el más usado estos últimos años.
La Liga Uruguaya, tiene la particularidad de estar activa durante 7-8 meses del año, separada de la Liga de Ascenso que comienza días después de las finales, por lo que los ascendidos de ésta deberán estar más de un año sin competir.

### Definición de la Liga Uruguaya
La nueva edición de la LUB se abrirá con dos ruedas todos contra todos: la primera de ellas se denominará Apertura y la segunda Clausura. Los dos primeros de cada torneo, así como los cuatro mejores de la tabla general accederán a la liguilla, arrastrando la mitad del puntaje de las dos primeras ruedas. La liguilla se jugará a una rueda y determinará del primero al octavo lugar para los play off.
Los play offs se disputan al mejor de cinco partidos, hasta que dos equipos alcancen la final. Los play offs de la Liga comienzan en cuartos de final. Se enfrentan los tres clasificados del reclasificatorio y los cinco clasificados de la súper liga, con ventaja de localía para los cuatro mejores de la súper liga.
Los ganadores de las llaves avanzan a las semifinales, nuevamente al mejor de cinco partidos y los ganadores avanzan a la final, la cual se disputa al mejor de siete encuentros.

### Clasificación a las copas internacionales
La Liga Uruguaya de Básquetbol otorga clasificación para la Liga Sudamericana de Clubes y la Liga de las Américas.

### Descenso a la Segunda División
En cuanto al descenso hacia la Liga de Ascenso, los seis peores equipos de la fase clasificatoria disputan un torneo entre ellos a tres ruedas todos contra todos. Por cada partido ganado se entregan dos puntos, por cada encuentro perdido uno, y los dos peores ubicados descienden de categoría, mientras que los dos mejores clasificados avanzan al reclasificatorio para intentar alcanzar algún lugar en los play offs por la definición de la Liga Uruguaya.

## Historia

### Antecedentes
El Campeonato Federal fue el torneo más importante de la Federación Uruguaya de Basketball antes de la aparición de la Liga Uruguaya de Básquetbol, y la continuación de lo que fue el "Campeonato Nacional", al cual se le cambió el nombre para terminar llamándose "Campeonato Federal".
El Campeonato Federal fue disuelto para crear la Liga Uruguaya de Básquetbol, que en su primer año se disputó simultáneamente con el Torneo Federal, para luego jugarse solamente el nuevo formato, que tenía como objetivo realizarle cambios a la competición y poder integrar a los equipos del interior, mientras que el Federal solo incluía equipos de la capital.

### Nacimiento de la Liga: preponderancia del Interior
Su primera edición fue en el año 2003, compitiendo en simultáneo con el Torneo Federal pero incluyendo equipos del interior, hasta que un año después terminó reemplazando a dicho torneo como el de mayor importancia en el básquetbol uruguayo.
Las primeras Ligas reflejaron una preponderancia del Interior; incluso en la edición 2003 (que coexistió con el antiguo Torneo Federal), participaron más equipos del interior que de la capital. En este sentido, las dos primeras ediciones de la Liga Uruguaya, arrojaron el dato de que hubo en total 16 lugares ocupados por equipos de Montevideo, mientras que el Interior utilizó 10 cupos.
La fuerte presencia de equipos por fuera de la capital departamental también se tradujo en resultados. Si bien el primer campeón fue Defensor Sporting, y recién en la segunda edición hubo un campeón del interior (Salto Uruguay), en las dos primeras ediciones, solamente el equipo fusionado fue el único representante de Montevideo que pudo llegar a la definición del campeonato (superando a Paysandú BBC, en un polémico final que incluyó un alargue y un doble fuera de tiempo).

### Hegemonía de la capital y bicampeonato de Biguá
A partir del tercer campeonato, progresivamente el rol de los equipos del Interior fue quedando en un segundo lugar, cada vez con menor cantidad de cupos y debiéndose enfrentar en desigualdad de condiciones ante el poderío económico de los equipos montevideanos. A partir de la Liga 2005-06, ningún otro club ajeno a la capital volvió a definir la Liga, destacándose únicamente un tercer lugar de Soriano Básquetbol justamente en dicha temporada.
Clubes tradicionales del básquetbol nacional, como Trouville, Malvín, Defensor Sporting y Biguá (en dos oportunidades), se repartirían los próximos títulos de la Liga Uruguaya de Básquetbol hasta la edición 2009-10.

### Bicampeonato y supremacía de Malvín

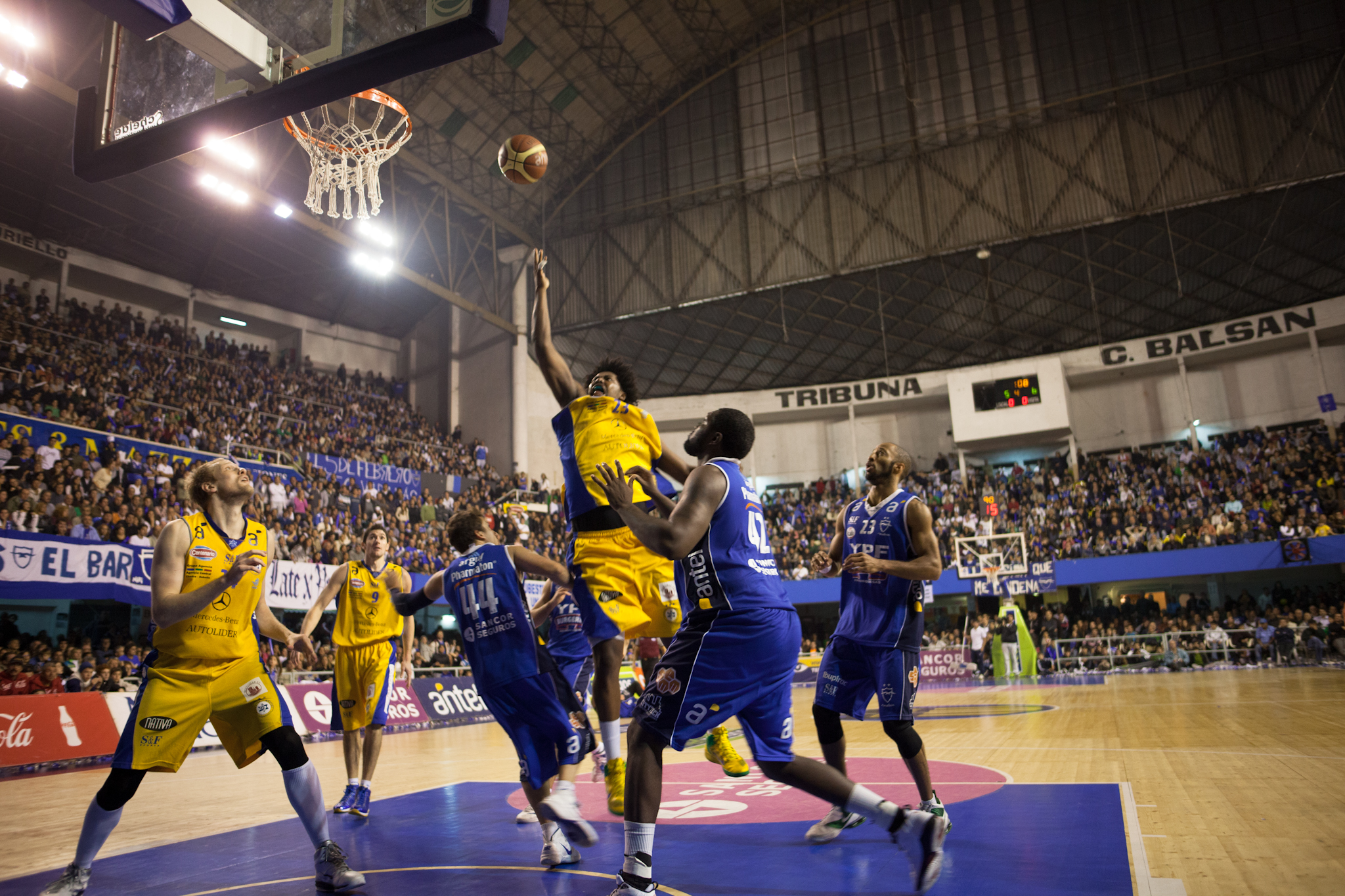
Partido entre Hebraica Macabi y Malvín para definir al campeón de la temporada 2011-12.

Al título cosechado en 2006-07, el Playero le sumó la consagración de 2010-11 y el bicampeonato de 2013-14 y 2014-15. Malvín acaparó 3 títulos en 5 ediciones de la Liga, racha interrumpida posteriormente por Hebraica Macabi. Años después, en la edición de 2017-18, la copa volvió al azul de la playa, por lo que en 8 ediciones del certamen, cuatro fueron a parar a la vitrina del club.

### Bicampeonato de Hebraica Macabi
A la seguidilla de campeonatos de Malvín, uno de los pocos equipos que pudo hacerles frente fue el equipo Macabeo. En la edición 2015-16 superó a Defensor Sporting en las finales, y en el torneo 2016-17 se coronó campeón venciendo a Aguada, para lograr así dos títulos de forma consecutiva.

### Bicampeonato de Aguada
En las temporadas 2018-19 y 2019-20, Aguada logró convertirse en el cuarto bicampeón de la Liga, hasta el momento todos obtenidos por clubes distintos. El aguatero superó a Malvín y Trouville respectivamente, para obtener así un título que le estaba siendo esquivo desde su entonces única consagración, en la edición 2012-13.
En ambos casos, Aguada tuvo trabajosas semifinales con Nacional, ambas con victorias en el último partido de la serie. El Bolso estuvo presente en las tres últimas semifinales, mostrando una permanencia entre los principales animadores del torneo. Curiosamente, Aguada tuvo que enfrentar al Tricolor en las últimas tres semifinales de la Liga, todas con victoria aguatera por 3-2.
La edición 2019-20 tuvo un sabor de boca especial para el hincha aguatero, ya que el equipo se impuso en la Liga más larga de la historia (iniciada en octubre de 2019 y finalizada en febrero de 2021, producto de la suspensión momentánea por el estallido de la pandemia del COVID-19) y con un rendimiento que en la primera parte del torneo fue malo, debiendo jugar la ronda por la permanencia y clasificando a los Play-offs finales por ocupar uno de los dos cupos que otorga dicha ronda para la definición (el otro fue ocupado por Urunday Universitario, segundo en la permanencia y reclasificatorio).
A su vez, en el torneo 2019-20 ocurre por segunda vez que se corone como campeón un técnico extranjero: el argentino Adrián Capelli. La única vez había ocurrido en la edición 2008-09 con la consagración de Néstor García, con Biguá.

### Vuelta a la cima de Biguá
En la temporada 2021, Biguá volvió a consagrarse campeón de Liga tras 12 ediciones, El Pato logró remontar en la final el 1-2 que le había impuesto Nacional en las 3 primeras finales, el MVP fue el extranjero Donald Sims, el entrenador campeón fue el argentino Hernán Laginestra lo cual provocó que por primera vez en la LUB el entrenador sea dos temporadas consecutivas extranjero.

## Patrocinio y televisación

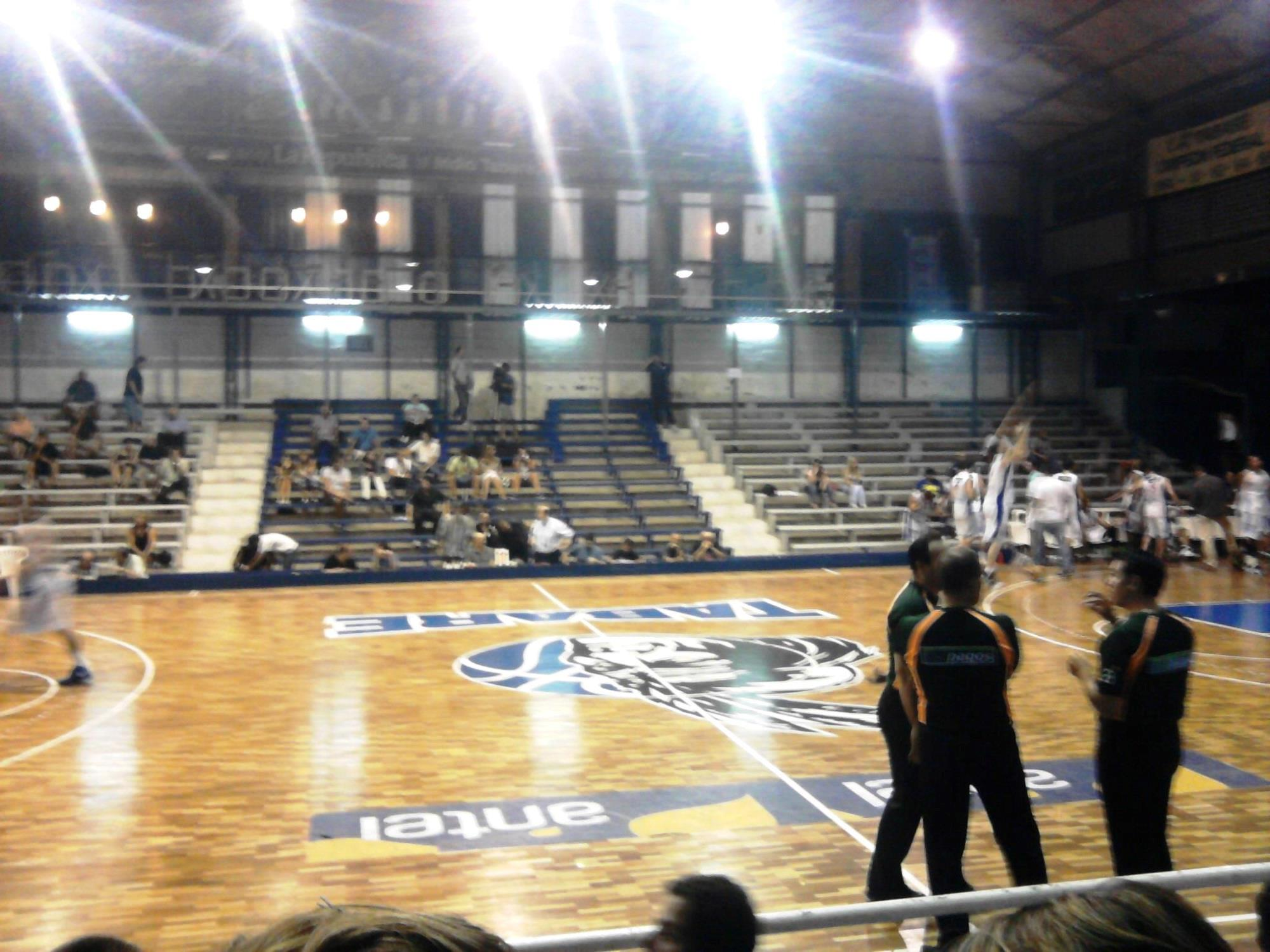
Previa de un partido televisado en vivo entre Tabaré y Nacional. En el piso aparecen los logos de Antel, uno de los patrocinadores.

Las principales empresas que patrocinan al básquetbol uruguayo son la multinacional Coca-Cola, y empresas como Antel y Sancor Seguros.
Con respecto a la cobertura, los partidos son realizados bajo la producción de Tenfield, y son televisados en directo por VTV. Ocasionalmente se transmiten también en directo por VTV+ señal alternativa de VTV.

## Equipos participantes
Defensor Sporting y Trouville son los equipos con más participaciones, habiendo competido en todos los campeonatos desde la creación del torneo. Los equipos que disputan la Liga Uruguaya de Básquetbol, años atrás eran divididos en zonas (Montevideo ''Capital'', zona Litoral, zona Sur), con la intención de integrar a todo el territorio, pero actualmente sólo un equipo del interior (Urupan) compite en la máxima categoría del país.
Incluyendo la liga 2023-24, un total de 52 clubes han participado en al menos una edición de la misma.

### Temporada 2024-25
Notas:  La columna "gimnasio" refleja el estadio dónde el equipo más veces oficia de local en sus partidos, pero no indica que el equipo en cuestión sea propietario del mismo.
| Equipo                | Ciudad     | Gimnasio                          | Capacidad | Fundación                | Temporadas | Ligas | Subtítulos | 2023-24          |
| --------------------- | ---------- | --------------------------------- | --------- | ------------------------ | ---------- | ----- | ---------- | ---------------- |
| Aguada                | Montevideo | Gimnasio Aguada                   | 1.635     | 28 de febrero de 1922    | 20         | 4     | 3          | Campeón          |
| Biguá                 | Montevideo | Gimnasio Biguá                    | 1.200     | 14 de abril de 1931      | 20         | 4     | 2          | Play-In          |
| Cordón                | Montevideo | "Gimnasio Julio Zito"             | 1.000     | 8 de mayo de 1944        | 11         | 0     | 0          | Cuartos de final |
| Defensor Sporting     | Montevideo | ''Gimnasio Óscar Magurno''        | 800       | 14 de septiembre de 1910 | 21         | 2     | 4          | Semifinales      |
| Hebraica Macabi       | Montevideo | Gimnasio Unión Atlética           | 1.100     | 25 de mayo de 1939       | 17         | 4     | 1          | Cuartos de final |
| Malvín                | Montevideo | ''Gimnasio Juan Francisco Canil'' | 900       | 28 de enero de 1938      | 20         | 5     | 3          | Cuartos de final |
| Nacional              | Montevideo | Polideportivo Gran Parque Central | 800       | 14 de mayo de 1899       | 9          | 0     | 2          | Semifinales      |
| Peñarol               | Montevideo | Palacio Cr. Gastón Güelfi         | 4.500     | 28 de septiembre de 1891 | 4          | 0     | 1          | Subcampeón       |
| Trouville             | Montevideo | Gimnasio Club Trouville           | 780       | 1 de abril de 1922       | 21         | 1     | 1          | Cuartos de final |
| Urunday Universitario | Montevideo | ''Gimnasio Cr. Osvaldo Dohir''    | 270       | 16 de agosto de 1931     | 7          | 0     | 0          | Ascenso          |
| Urupan                | Pando      | ''Gimnasio Santiago A. Cigliuti'' | 1.000     | 30 de enero de 1924      | 4          | 0     | 0          | Play-in          |
| Welcome               | Montevideo | ''Gimnasio Óscar Magurno''        | 900       | 13 de octubre de 1926    | 12         | 0     | 0          | Ascenso          |

## Campeones
La Liga Uruguaya de Básquetbol comenzó a disputarse en 2003. Antes de esa fecha, los campeonatos de básquetbol en Uruguay eran únicamente montevideanos (Campeonato Federal) y no había una competición que reuniera a todos los clubes del país. En sus inicios la Liga Uruguaya coexistió con el Campeonato Federal.

### Títulos por año
| Temporada | Edición | Campeón           | Resultado | Subcampeón        | Tercero           | Cuarto                | MVP                                    | Entrenador campeón    |
| --------- | ------- | ----------------- | --------- | ----------------- | ----------------- | --------------------- | -------------------------------------- | --------------------- |
| 2003      | 1°      | Defensor Sporting | 3-2       | Paysandú          | Trouville         | Salto Uruguay         | Diego Castrillón (Defensor Sporting)   | Gerardo Jauri         |
| 2004-05   | 2°      | Salto Uruguay     | 3-1       | Paysandú          | Trouville         | Aguada                | Luis Silveira (Salto Uruguay)          | Javier Espíndola      |
| 2005-06   | 3°      | Trouville         | 3-0       | Aguada            | Soriano           | Defensor Sporting     | Marcel Bouzout (Trouville)             | Alejandro González    |
| 2006-07   | 4°      | Malvín            | 3-1       | Biguá             | Trouville         | Olimpia               | Fernando Martínez (Malvín)             | Pablo López           |
| 2007-08   | 5°      | Biguá             | 3-0       | Hebraica y Macabi | Defensor Sporting | Atenas                | Leandro G. Morales (Biguá)             | Marcelo Signorelli    |
| 2008-09   | 6°      | Biguá             | 3-0       | Defensor Sporting | Atenas            | Malvín                | Leandro G. Morales (Biguá)             | Néstor García         |
| 2009-10   | 7°      | Defensor Sporting | 3-0       | Malvín            | Trouville         | Unión Atlética        | Gustavo Barrera (Unión Atlética)       | Gerardo Jauri         |
| 2010-11   | 8°      | Malvín            | 3-1       | Biguá             | Defensor Sporting | Aguada                | Reque Newsome (Malvín)                 | Pablo López           |
| 2011-12   | 9°      | Hebraica y Macabi | 3-2       | Malvín            | Aguada            | Welcome               | Mauricio Aguiar (Hebraica y Macabi)    | Marcelo Signorelli    |
| 2012-13   | 10°     | Aguada            | 4-3       | Defensor Sporting | Malvín            | Bohemios              | Leandro G. Morales (Aguada)            | Javier Espíndola      |
| 2013-14   | 11°     | Malvín            | 4-1       | Defensor Sporting | Aguada            | Atenas                | Bruno Fitipaldo (Malvín)               | Pablo López           |
| 2014-15   | 12°     | Malvín            | 4-1       | Trouville         | Hebraica y Macabi | Atenas                | Mathías Calfani (Malvín)               | Pablo López           |
| 2015-16   | 13°     | Hebraica y Macabi | 4-2       | Defensor Sporting | Trouville         | Malvín                | Luciano Parodi (Hebraica y Macabi)     | Leonardo Zylbersztein |
| 2016-17   | 14°     | Hebraica y Macabi | 4-3       | Aguada            | Trouville         | Malvín                | Leandro G. Morales (Hebraica y Macabi) | Leonardo Zylbersztein |
| 2017-18   | 15°     | Malvín            | 4-3       | Aguada            | Nacional          | Defensor Sporting     | Marcel Souberbielle (Malvín)           | Pablo López           |
| 2018-19   | 16°     | Aguada            | 4-3       | Malvin            | Nacional          | Urunday Universitario | Andrew Feeley (Aguada)                 | Miguel Volcán         |
| 2019-20   | 17°     | Aguada            | 3-1       | Trouville         | Nacional          | Urunday Universitario | Dwayne Davis (Aguada)                  | Adrián Capelli        |
| 2021      | 18°     | Biguá             | 3-2       | Nacional          | Olimpia           | Urunday Universitario | Dwayne Davis (Aguada)                  | Hernán Laginestra     |
| 2021-22   | 19°     | Biguá             | 4-1       | Peñarol           | Aguada            | Trouville             | Dwayne Davis (Aguada)                  | Diego Cal             |
| 2022-23   | 20°     | Hebraica y Macabi | 4-2       | Nacional          | Biguá             | Malvin                | Luciano Parodi (Hebraica y Macabi)     | Leonardo Zylbersztein |
| 2023-24   | 21°     | Aguada            | 4-1       | Peñarol           | Defensor Sporting | Nacional              | Donald Sims (Aguada)                   | Germán Cortizas       |
| 2024-25   | 22°     | Nacional          | 4-3       | Aguada            | Malvin            | Defensor Sporting     | Patricio Prieto (Nacional)             | Álvaro Ponce          |

### Títulos por equipo
| Equipo            | Títulos | Subtítulos | Años campeón                                | Años subcampeón                    |
| ----------------- | ------- | ---------- | ------------------------------------------- | ---------------------------------- |
| Malvín            | 5       | 3          | 2006-07, 2010-11, 2013-14, 2014-15, 2017-18 | 2009-10, 2011-12, 2018-19          |
| Aguada            | 4       | 4          | 2012-13, 2018-19, 2019-20, 2023-24          | 2005-06, 2016-17, 2017-18, 2024-25 |
| Biguá             | 4       | 2          | 2007-08, 2008-09, 2021, 2021-22             | 2006-07, 2010-11                   |
| Hebraica y Macabi | 4       | 1          | 2011-12, 2015-16, 2016-17, 2022-23          | 2007-08                            |
| Defensor Sporting | 2       | 4          | 2003, 2009-10                               | 2008-09, 2012-13, 2013-14, 2015-16 |
| Trouville         | 1       | 2          | 2005-06                                     | 2014-15, 2019-20                   |
| Nacional          | 1       | 2          | 2024-25                                     | 2021, 2022-23                      |
| Salto Uruguay     | 1       | -          | 2004-05                                     |                                    |
| Paysandú          | -       | 2          |                                             | 2003, 2004-05                      |
| Peñarol           | -       | 2          |                                             | 2021-22, 2023-24                   |

## Estadísticas

### Tabla histórica
| Pos. | Equipo            | Departamento | Temp. | PJ  | PG  | PP  | 1.º | 2.º | 3.º | Puntos |  | División en 2024-25 |
| ---- | ----------------- | ------------ | ----- | --- | --- | --- | --- | --- | --- | ------ |  | ------------------- |
| 1°   | Defensor Sporting | Montevideo   | 22    | 861 | 501 | 360 | 2   | 4   | 3   | 1362   |  | Primera División    |
| 2°   | Malvín            | Montevideo   | 21    | 819 | 518 | 301 | 5   | 3   | 2   | 1337   |  | Primera División    |
| 3°   | Aguada            | Montevideo   | 21    | 804 | 486 | 318 | 4   | 4   | 3   | 1270*  |  | Primera División    |
| 4°   | Trouville         | Montevideo   | 22    | 823 | 434 | 389 | 1   | 2   | 6   | 1256*  |  | Primera División    |
| 5°   | Biguá             | Montevideo   | 21    | 786 | 444 | 342 | 4   | 2   | 1   | 1230   |  | Primera División    |
| 6°   | Hebraica y Macabi | Montevideo   | 18    | 678 | 370 | 308 | 4   | 1   | 1   | 1048   |  | Primera División    |
| 7°   | Olimpia           | Montevideo   | 19    | 631 | 302 | 329 | -   | -   | 1   | 933    |  | Segunda División    |
| 8°   | Welcome           | Montevideo   | 13    | 432 | 180 | 252 | -   | -   | -   | 605*   |  | Primera División    |
| 9°   | Goes              | Montevideo   | 13    | 376 | 184 | 192 | -   | -   | -   | 550*   |  | Segunda División    |
| 10°  | Unión Atlética    | Montevideo   | 11    | 358 | 180 | 178 | -   | -   | -   | 536*   |  | Segunda División    |

- Equipos con asterisco han sufrido pérdida de puntos.
- En negrita, clubes participantes en LUB 2025-26. Actualizado hasta la temporada 2024-25.